# Campylium hygrophilum
Campylium hygrophilum är en bladmossart som först beskrevs av Juratzka in Rabenhorst, och fick sitt nu gällande namn av Kindberg 1894. Campylium hygrophilum ingår i släktet spärrmossor, och familjen Amblystegiaceae. Inga underarter finns listade i Catalogue of Life.